# Maid of the Mist (boottoer)

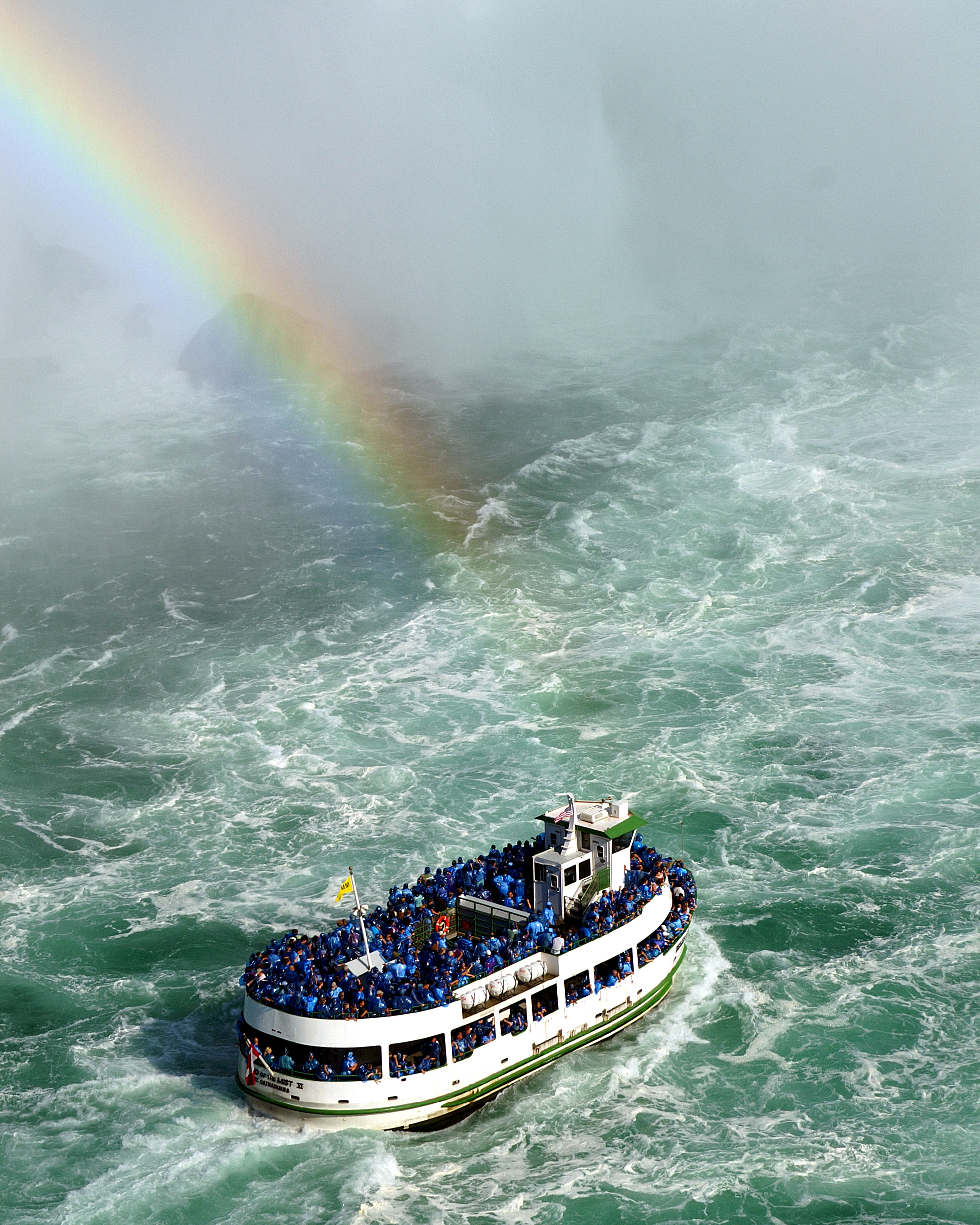
Een van de toerboten van de Maid of the Mist nadert de hoefijzerwatervallen aan de Canadese zijde van de Niagarawatervallen.

De Maid of the Mist is een rondvaartboot waarmee toeristen langs de Niagarawatervallen gevaren worden. De rondvaart start in het rustiger water van de Niagara rivier nabij de Rainbow bridge en vaart langs de American Falls en de Bridal Veil Falls en vervolgens de dichte mist van de hoefijzerwatervallen in.

## Geschiedenis
De eerste Maid of the Mist werd in gebruik genomen als veerdienst tussen Canada en de Verenigde Staten in 1846. Na de voltooiing van een eerste hangbrug werd deze dienst overbodig en vanaf 1854 werd het een toeristische attractie.